# Личо, Ледион
Ледион Личо (родился 13 июня 1986 года) — албанский телеведущий, продюсер, певец и медиа-директор. Он наиболее известен как ведущий реалити-шоу Big Brother VIP Albania (2024–настоящее время). Он долгое время работал на телеканале Top Channel Albania в качестве креативного директора, а также на Top Albania Radio в роли генерального директора.

## Карьера
Личо начал свою карьеру в 2005 году как ведущий телешоу Wake Up и Shtojzovallet. Позже он стал известен благодаря своей работе над музыкальными и развлекательными программами, такими как Top Fest (2007–2016), Top Awards и Unplugged (2006–2008). В 2015 году он вел Big Brother Albania 8. Также он работал над The Voice of Albania (2011–2017) и The Voice Kids Albania (2016–2018), где был исполнительным продюсером.
С 2019 года Личо занимает пост исполнительного директора Top Channel Films и Top Albania Radio. В 2020 году он стал художественным директором Top Channel Albania. В 2024 году Личо вернулся в качестве ведущего третьего сезона Big Brother VIP Albania. Позже было подтверждено, что он станет ведущим четвёртого сезона. Личо также работал над музыкальными шоу, такими как A.Live.Night (2022), Summer Dance и Heineken Sessions.

## Фильмография

### Телевидение
- Ethet e së Premtes (2002) – участник
- Wake Up – ведущий, продюсер
- Shtojzovallet (2005) – ведущий
- Top Fest (2007-2016) – ведущий, также участник в 2008 году
- Unplugged (2006-2009) – ведущий
- The Voice of Albania (2012-2015, 2017) – ведущий
- Top Music Awards (2016) – ведущий
- Voice Kids Albania (2018) – ведущий, исполнительный продюсер
- Big Brother VIP Albania (2024–настоящее время) – ведущий

### Радио
- Wake Up – ведущий, продюсер
- Heineken Sessions (2015) – продюсер
- A.Live.Night (2022) – продюсер

## Личная жизнь
Личо женат на Саре Ходжа, которая является совладелицей Top Media, материнской компании телеканала Top Channel Albania. У пары трое детей.